# (74313) 1998 US6
(74313) 1998 US6 – planetoida z pasa głównego asteroid okrążająca Słońce w ciągu 4,34 lat w średniej odległości 2,66 j.a. Odkryta 18 października 1998 roku.